# Filipe Duarte (jornalista)
Filipe Duarte (São Borja, 05 de fevereiro de 1988), é um jornalista esportivo brasileiro, que desde 2018, integra a equipe de Esportes do Grupo RBS, com trabalhos realizados para o Jornal Zero Hora e Rádio Gaúcha. 

## Carreira
Filipe Duarte é graduado em Jornalismo pela Urcamp, na cidade de Bagé.
Logo após formado em 2008, ele se muda para a região da Serra Gaúcha, no município de Bento Gonçalves, para atuar, como repórter e locutor da Rádio Viva News.
Em 2010, transfere-se para Porto Alegre, aonde foi contratado pela Rádio Grenal. No ano de 2013 é contratado pela Rádio Guaíba, por onde atuou por 3 anos, sempre na área esportiva, exercendo as funções de repórter e comentarista.
Em 2016 é convidado para integrar o time do grupo Bandeirantes, atuando tanto na rádio, quanto na televisão. Foi um dos apresentadores do programa “Apito Final” da Rádio Bandeirantes AM 640 e FM 94,9. 
Na televisão, no canal da Band ele integrou o time de debatedores e também de apresentador do programa “Donos da Bola”, atração esportiva diária, no horário do meio-dia e meio.
Com a visibilidade que a televisão proporcionou, rapidamente ele ganha destaque; e, dento de dois anos; em 2018, é contratado para fazer parte do time de esportes; atuando como repórter do Grupo RBS, que possui emissoras afiliadas à TV Globo.
Filipe Duarte passa a atuar na editoria de esportes do grupo, tanto nos jornais Zero Hora e Diário Gaúcho, como também na Rádio Gaúcha, aonde atua no setor dos jogos dos times Grêmio e Internacional, além de ser um dos apresentadores do programa Show de Bola.
Ao longo de sua carreira, Filipe tem feito a cobertura de diversas competições da Seleção Brasileira, bem como, atualmente, acompanha todos os jogos da dupla Grenal.
Dentre as coberturas mais importantes que realizou, destacam-se o Mundial de Clubes de 2017, nos Emirados Árabes Unidos, e a Copa América de 2019, no Brasil.

## Vida pessoal
Nascido em São Borja, com seu pai, exercendo a carreira de militar do exército; faz com que ele morasse em algumas cidades do interior do Rio Grande do Sul.
Porém, foi em Bagé que ele concluiu seus estudos, bem como a sua graduação.
Filipe desde cedo, admirava o papel que o jornalista exercia na sociedade.
Primeiramente, isso foi determinante para a escolha da sua profissão, depois, durante os estágios acadêmicos, na área de repórter esportivo, para o Jornal Minuano, em Bagé, despertou nele a certeza de querer atuar nesse campo.
Além da paixão pelo universo do futebol, Filipe também divide seu tempo, nas horas vagas, entre a música e o cinema.
Em suas redes sociais, ele compartilha o dia a dia de seu trabalho como jornalista.
Porém, também divide os seus momentos com seus seguidores; seja em suas viagens, como, em momentos com família e amigos.
Em 2021, Filipe escreve o seu primeiro livro, intitulado “Escola Gaúcha de Futebol: a árvore genealógica dos treinadores do Rio Grande do Sul", traçando uma linha evolutiva de como o futebol gaúcho se desenvolveu e as inspirações que surgiram ao longo das décadas.
Em 2023, a câmara de vereadores de Bagé lhe conferiu o título de cidadão emérito, pelo destaque em sua atuação profissional ao longo de sua trajetória.
No mesmo ano, também recebe o título de cidadão bajeense. A homenagem é um reconhecimento por sua atuação na área de comunicação, daquela terra que ele adotou como sua.
Em fevereiro de 2025, oficializou o casamento com a também jornalista, Camila Diesel, coordenadora de comunicação da Secretaria de Estado da Cultura (Sedac), do Rio Grande do Sul, de 2023 a 2025.
O casal atualmente vive em Porto Alegre, no bairro Cidade Baixa, na capital gaúcha.